# 謝肉祭 (シューマン)
『謝肉祭』（しゃにくさい、Carnaval ）作品9は、ドイツの作曲家ロベルト・シューマンが1834年から1835年にかけて作曲したピアノ曲集。シューマン初期の傑作として知られ、『子供の情景』作品15や『クライスレリアーナ』作品16と並ぶ代表的なピアノ曲である。全部で20曲からなる。

## 作品
「4つの音符による面白い情景」（Scènes mignonnes sur quatre notes ）の副題がある。実らなかった恋の相手エルネスティーネ・フォン・フリッケン (Ernestine von Fricken) の出身地アッシュ（Aš）のドイツ語表記「ASCH」を音名で表記した、《 As - C - H 》、《 A - Es - C - H 》（「ラ♭ - ド - シ」 、「ラ - ミ♭ - ド - シ」）の音列に基づいており、「前口上」、「ショパン」を除く全ての曲に、これらの音列のいずれかが使用されている。なお、偶然であるが、シューマンの名前にも"ASCH"の文字が含まれている（SCHumAnn）。のちに『色とりどりの小品』作品99や『アルバムの綴り』作品124に収められた作品には同じ動機を含む作品がみられ、この曲集のために作曲されたものと推測される。これらの音名による「暗号」の謎解きは、演奏されない「スフィンクス」で示される。
各々の曲のタイトルはフランス語に拠っており、シューマンの評論に出てくる架空の団体「ダヴィッド同盟」の構成員（フロレスタンとオイゼビウス）や、実在の音楽家（ショパン、パガニーニ）、後に妻となるクララなどが登場する。
クララはこの作品を繰り返し取り上げたが、多くは私的な場での演奏で、「大衆の前で演奏するには向かない」と見なしていた。同じくこの作品を高く評価したフランツ・リストは1840年にシューマンの了解を得て、短縮した形で公開演奏を行った。
多彩な響きをはらむことから、複数の管弦楽編曲が行われている。1902年のアントン・ルビンシテイン記念演奏会のためアレクサンドル・グラズノフたちロシアの作曲家が編曲したバージョンは、バレエ・リュスが1910年に取り上げている。1914年にヴァーツラフ・ニジンスキーの依頼でモーリス・ラヴェルが行った全曲編曲は、4曲のみが現存している。

## 出版
複数の出版社との交渉を経て、1837年、ブライトコプフ・ウント・ヘルテルとパリのモーリス・シュレジンガー社から出版された（パリ版は短縮された）。ポーランドのヴァイオリニスト・作曲家のカロル・リピンスキ（1790年 - 1861年）に献呈された。

## 演奏時間
- 約24分

## 曲の構成
1.Préambule 前口上
変イ長調 Quasi maestoso. - Piu mosso. - Presto. 3/4
非常に堂々としたEs-F音の主題と不安をあおる中間部からなる。
2.Pierrot ピエロ
変ホ長調 Moderato. 2/4
3のアルルカン、15のパンタロンとコロンビーヌとともに、コンメディア・デッラルテのストックキャラクターの一人。
3.Arlequin 道化役者（アルルカン）
変ロ長調 Vivo. 3/4
4.Valse noble 高貴なワルツ
変ロ長調 Un poco maestoso. 3/4
5.Eusebius オイゼビウス
変ホ長調 Adagio. - Piu lento. 2/4
6のフロレスタンとともに、架空の団体「ダヴィッド同盟」の主役の一人。
七連符が特徴的。
6.Florestan フロレスタン
ト短調 Passionato. - Adagio. 3/4
『パピヨン』作品2の引用があり、楽譜には"Papillon(?）"と書かれている。
7.Coquette コケット
変ロ長調 Vivo. 3/4拍子
8.Réplique 返事（応答）
ト短調 L'istesso tempo. 3/4
「コケット」の誘惑への返事。終盤には、全曲を通して表に出ることはない「Es-C-H-A」の動機が潜まされている。
(Sphinxes スフィンクス)
《 Es - C - H - A 》 《 As - C - H 》 《 A - Es - C - H 》の音を順番に長く伸ばす。
「演奏するには当たらない」と書かれているが、実際に演奏されることも多い。その際にピアニストによって音符の追加が行われることがある（ラフマニノフなど）。
9.Papillons 蝶々
変ロ長調 Prestissimo. 2/4
初期稿では「エコセーズ」と題されていた。この曲までは基本的に「A-Es-C-H」の動機が用いられ、「As-C-H」の動機が中心となる次の曲からは後半に入る。
10.A.S.C.H. - S.C.H.A. (Lettres dansantes) 躍る文字
変ホ長調 Presto. 3/4
11.Chiarina キアリーナ
ハ短調 Prestissimo. 3/4
キアリーナとはクララ・ヴィークのイタリア風の呼び名。
12.Chopin ショパン
変イ長調 Agitato. 6/4
夜想曲風の左手伴奏と右手の単旋律からなる。
13.Estrella エストレラ
ヘ短調 Con affetto. - Piu presto. - Tempo I. 3/4
エストレラとはエルネスティーネのことである。
14.Reconnaissance 回り逢い（再会）
変イ長調 Animato. 2/4
15.Pantalon et Colombine パンタロンとコロンビーヌ
ヘ短調 Presto. - Meno Presto. - Tempo I. 2/4
16.Valse allemande ワルツ・アルマンド（ドイツ風ワルツ）
変イ長調 Molto vivace. 3/4
クララの「ロマンティックなワルツ」作品4が引用されている。
INTERMEZZO (Paganini.) 間奏曲（パガニーニ）
ヘ短調 Presto. - Tempo I., ma piu vivo. 2/4
「ワルツ・アルマンド」の中間部である。跳躍が多く、演奏困難な曲。
17.Aveu 告白
ヘ短調 Prestissimo. 2/4
18.Promenade プロムナード
変ニ長調 Con moto. 3/4
19.Pause 休憩（休息）
変イ長調 Vivo. 3/4
「前口上」の再現が行われ、アタッカで次の曲に入る。
20.Marche des "Davidsbündler" contre les Philistin フィリシテ人と闘う「ダヴィッド同盟」の行進
変イ長調 Non Allegro. 3/4 - 変ホ長調 Molto piu vivo. - Animato. - Vivo. - 変イ長調 - Animato molto. - Vivo. - Piu stretto.
「行進」というタイトルにもかかわらず3/4拍子である。「フィリシテ人」とは『旧約聖書』に登場するペリシテ人のことであり、シューマンは音楽上の「俗物」「守旧派」の意味で用いている。これに対し、「ダヴィッド」同盟は、ペリシテ人の巨人ゴリアテを倒した「ダヴィデ王」に因んでいる。のちに低音に現れる「17世紀の旋律」と記されたテーマは「おじいさんの踊り」(Grossvatertanz) と呼ばれる民謡で、慣例に従って宴の終わりを告げるとともに、フィリシテ人を皮肉る。これは『パピヨン』作品2にも登場するテーマである。